# Modesto Della Porta

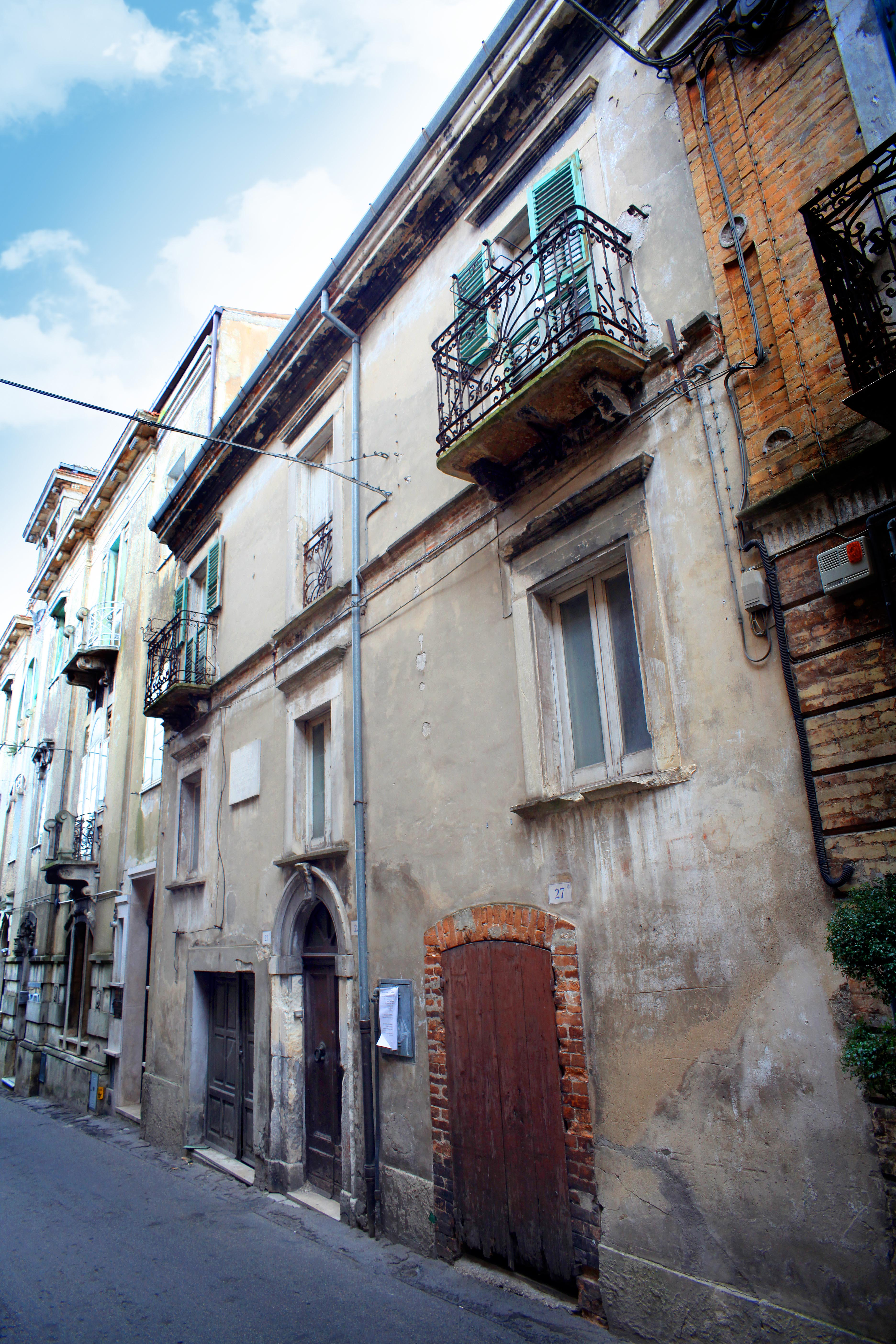
Geburtshaus von Modesto Della Porta in Guardiagrele

Modesto Della Porta (* 21. März 1885 in Guardiagrele; † 23. Juli 1938, ebenda) war ein italienischer Dichter und Schriftsteller. Einen Großteil seiner Werke verfasste er in starkem lokalen Dialekt seines Heimatortes.

## Leben

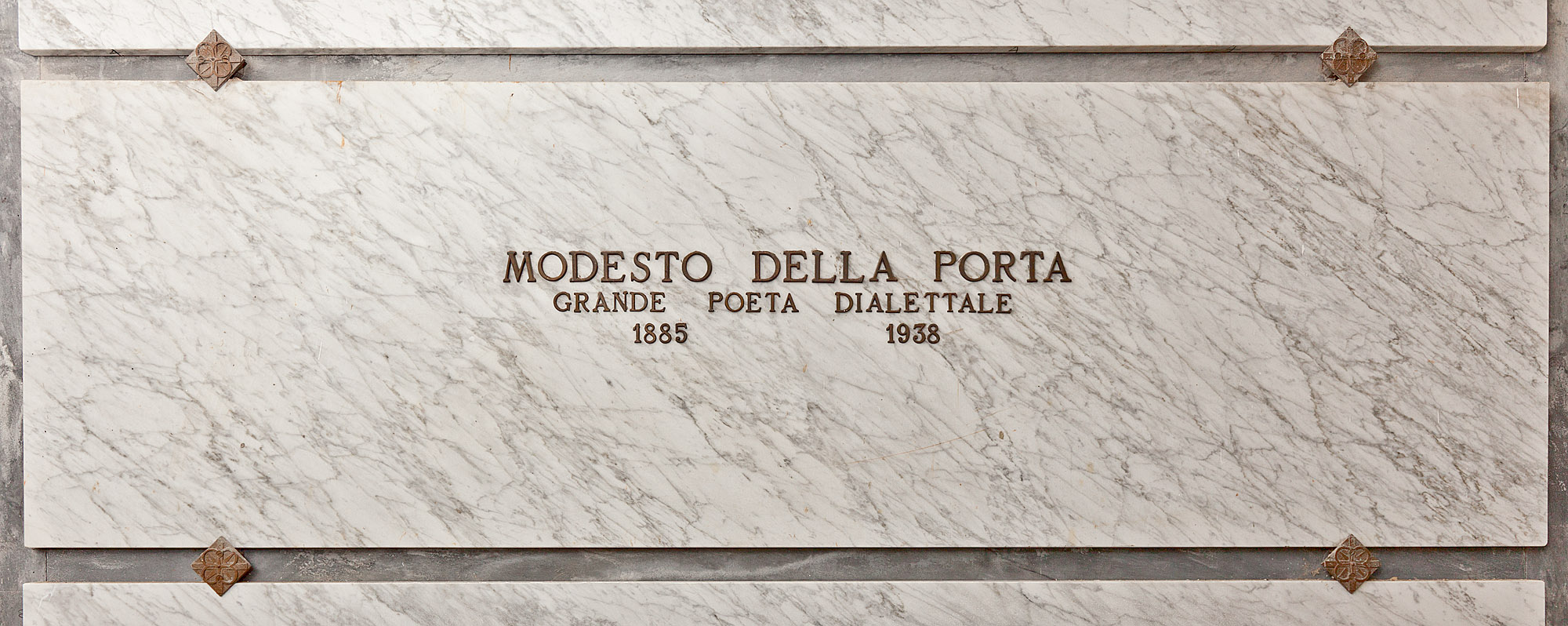
Grabplatte Della Portas im Familiengrab

Modesto Della Porta war Sohn von Donato Della Porta und Marianna Vitacolonna. Er besuchte Grund- und Mittelschule und versuchte fünf Jahre lang ein Studium in Neapel, hauptsächlich um der begrenzten Umwelt seines kleinen Heimatortes zu entkommen. Trotz seines von nicht viel Erfolg gekrönten Studiums war der Aufenthalt für ihn ein Gewinn, er genoss die Beschäftigung mit Theater und Literatur und lernte unter anderem Libero Bovio und Salvatore Di Giacomo kennen.
Nachdem er einen Abschluss als Schneider abgelegt hatte, kehrte er nach Guardiagrele zurück und eröffnete dort eine Schneiderei. Dieser Beruf, in Verbindung mit dem nicht besonders hohen kulturellen Niveau seiner Herkunft, werden gelegentlich als Hinderungsgrund für die vorurteilsfreie Würdigung seiner Werke gesehen.
Zeit seines Lebens war Della Porta ein starker Raucher. Er starb im Alter von nur 53 Jahren an Lungenkrebs.

## Werk
Seine Werke sind durch starken lokalen Dialekt geprägt. Sein bekanntestes Gedicht ist Serenate a Mamma (Serenade an meine Mutter), das indirekt auch Namensgeber für den Gedichtband Ta-Pù ist: „Ta-Pù“ ist ein onomatopoetisches bzw. lautmalerisches Wort für den Klang der Posaune, die das gebräuchliche Instrument für Serenaden war.
Serenate a Mamma
O Ma', se quacche notte mi ve  ‘nmente,

ti vujje fa' na bella 'mpruvisate

t’aja minì a purtà na serenate

'nche stu trombone d' accumpagnamente.

Nè ride, Ma’, le sacce:

lu strumente è ruzze e chi le sone nen te fiate,

ma zitte, ca se cojje lu mumente,

capace ca l’accucchie na sunate.

Quande lu vicinate s’arisbejje,

sentenneme suna',  forse pu' dire:

“vijat’a jsse coma sta cuntente”!

Ma tu che mi cunusce nen ti sbejje:

li si ca ugne suffiate è nu suspire,

li si ca ugne mutive è nu lamente!
Übersetzung: Serenade an meine Mutter
Oh Mutter, wenn mir eines Nachts danach ist

Dann möchte ich Dir eine Improvisation spielen

Ich muß Dir eine Serenade bringen

Mit dieser Posaunenbegleitung

Lach nicht, Mutter, ich weiß

Das Instrument ist rauh und wer es spielt hat keinen Atem

Aber schweig, ich habe die Inspiration

Die ich brauche um dir schöne Musik vorzuspielen

Wenn alle Nachbarn aufwachen,

Weil sie mein Spielen hören, mögen sie sagen:

„Gott segne ihn, wie zufrieden er ist!“

Aber Du kennst mich, und Du mißverstehst mich nicht:

Du weißt, daß jeder geblasene Ton ein Seufzer ist

Und jedes Motiv ein Klagen!

## Trivia

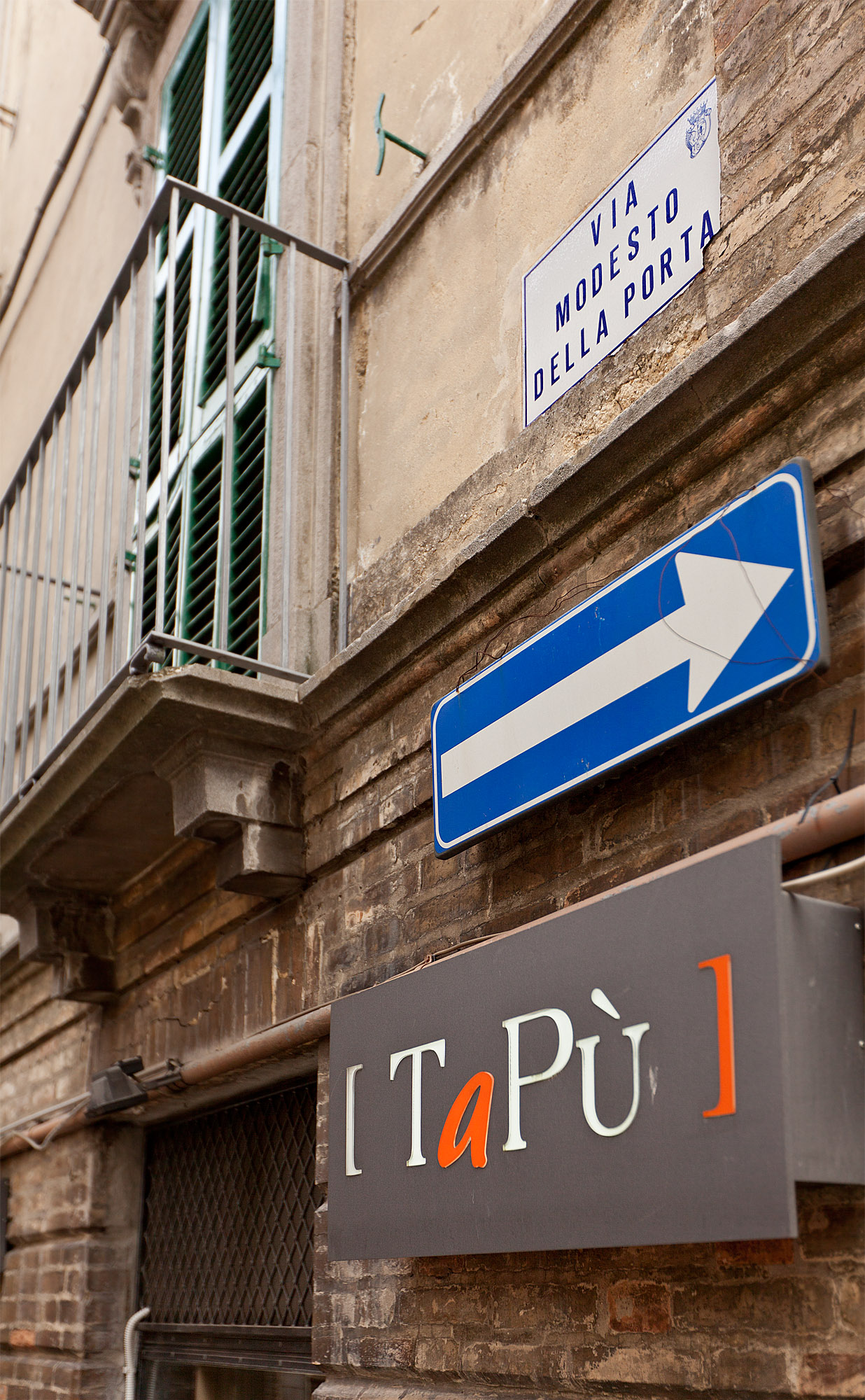
Das Weinlokal TaPù in der Via Modesto Della Porta

- In seinem Heimatort Guardiagrele ist eine Straße nach ihm benannt, in der auch sein Geburtshaus steht (Hausnummer 25).
- Wenige Meter von seinem Geburtshaus entfernt (Hausnummer 37) befindet sich heute ein Weinlokal und Restaurant, das den Namen seines bekanntesten Gedichtbandes Ta-pù (siehe oben) trägt. In unregelmäßigen Abständen finden dort auch Leseabende mit kulinarischer Begleitung statt.